# Division (The Gazette-album)
A Division (stilizálva DIVISION) a Gazette japán visual kei rockegyüttes hatodik stúdióalbuma, amely 2012. augusztus 19-én jelent meg Japánban a Sony Music Records gondozásában. A Division dupla album; az első lemez alternatív- és nu metal-, míg a korlátozott példányszámú kiadás második lemeze indusztriális metal-dalokat tartalmaz. Az első CD legtöbb száma japán című, míg a másodikon kizárólag angol című számok szerepelnek.
A Division az együttes első kiadványa a hatodik középlemezük, a Gama óta, melyen nem kaptak helyet a kislemezek dalai.
A zenekar az album népszerűsítésére 2012. október 8-a és 2012. november 29-e között Live Tour 12: Divsion – Groan of Diplosomia 01 néven koncertsorozatot tartott, 24 állomással.
A turné második része, a hatállomásos Live Tour 13: Divsion – Groan of Diplosomia 02 2013. február 2-an kezdődött és a Saitama Super Arenában ért véget.
A zárókoncert felvételeit később, 2013. június 26-án The Gazette Live Tour 12-13 Division Final Melt Live at 03.10 Saitama Super Arena címen DVD-n is megjelentették.
Az album a megjelenésének hetében 23 051 eladott példánnyal a harmadik helyet érte el az Oricon napi és a negyediket a heti eladási listáján.

## Számlista

### Korlátozott példányszámú kiadás
Az összes dalszöveg szerzője Ruki. 
| 1. | Depth                                       | Ruki  | 1:13 |
| 2. | Ibicu (歪; Torzulás)                        | Ruki  | 3:59 |
| 3. | Kago no szanagi (籠の蛹; Ketrecbe zárt báb) | Kai   | 4:38 |
| 4. | Hedoro (ヘドロ; Iszap)                      | Uruha | 3:32 |
| 5. | Kagefumi (影踏み; Az árnyak lépkedése)      | Uruha | 4:21 |
| 6. | Join (余韻; Utánizzás)                      | Aoi   | 3:28 |
| 7. | Diplosomia                                  | Ruki  | 1:43 |

| 1. | Ibicu (歪; Torzulás) (videóklip) |  |
| 2. | Diplosomia (videóklip)           |  |
| 3. | Derangement (videóklip)          |  |

| 1. | XI                     | Ruki  | 1:45 |
| 2. | Derangement            | Ruki  | 4:42 |
| 3. | Required Malfunction   | Ruki  | 4:07 |
| 4. | Dripping Insanity      | Ruki  | 4:07 |
| 5. | Attitude               | Ruki  | 3:29 |
| 6. | Gabriel on the Gallows | Uruha | 4:03 |
| 7. | Melt                   | Uruha | 3:07 |

### Normál kiadás
| 1.  | XI                                          | 1:45 |
| 2.  | Gabriel on the Gallows                      | 4:03 |
| 3.  | Derangement                                 | 4:42 |
| 4.  | Dripping Insanity                           | 4:07 |
| 5.  | Join (余韻; Utánizzás)                      | 3:28 |
| 6.  | Ibicu (歪; Torzulás)                        | 3:59 |
| 7.  | Kagefumi (影踏み; Az árnyak lépkedése)      | 4:21 |
| 8.  | Kago no szanagi (籠の蛹; Ketrecbe zárt báb) | 4:38 |
| 9.  | Hedoro (ヘドロ; Iszap)                      | 3:32 |
| 10. | Attitude                                    | 3:29 |
| 11. | Required Malfunction                        | 4:07 |
| 12. | Melt                                        | 3:07 |